# Rivière Felton
Pour les articles homonymes, voir Felton.
La rivière Felton est un tributaire du Grand lac Saint-François lequel constitue le lac de tête de la rivière Saint-François. Son cours traverse le territoire de la municipalité de Saint-Romain, dans la municipalité régionale de comté (MRC) Le Granit, dans la région administrative de l'Estrie, sur la Rive-Sud du fleuve Saint-Laurent, au Québec, Canada.

## Géographie
Les principaux bassins versants voisins de rivière Felton sont :
- côté nord : Grand lac Saint-François, Baie Sauvage ;
- côté est : rivière Noire, ruisseau Rouge ;
- côté sud : rivière Sauvage, rivière Blanche ;
- côté ouest : rivière Legendre.

La rivière Felton prend sa source à la confluence de la rivière Noire et de la rivière Blanche, dans la partie sud de la municipalité de Saint-Romain et coule sur environ 20 km jusqu'à son embouchure située au nord-ouest de la limite entre les municipalités de Nantes et de Saint-Romain.
À partir de cette confluence, la rivière Felton serpente vers le nord-ouest en traversant la route 108, jusqu'à sa confluence avec la rivière Legendre venant de l'ouest ; vers le nord jusqu'à sa confluence avec la rivière Sauvage venant de l'est ; vers le nord jusqu'à son embouchure.
La rivière Felton constitue la démarcation entre la municipalité de Saint-Romain et Stornoway. En sus, cette rivière constitue la limite Est du Parc national de Frontenac. La rivière Felton se déverse sur la rive sud de la Baie Sauvage laquelle constitue une extension du Grand lac Saint-François.

## Toponymie
Le terme « Felton » constitue un patronyme de famille d'origine anglaise. Ce terme désigne aussi des municipalités du Royaume-Uni, des États-Unis et du Canada.
Le toponyme Rivière Felton a été officiellement inscrit le 5 décembre 1968 à la Commission de toponymie du Québec.